# Charles Philippe Lafont
Charles Philippe Lafont (París, 1 de desembre de 1781 – 23 d'agost de 1839, va ser un violinista francès que va morir en un accident, a la carretera entre Banhèras de Bigòrra i Tarbes, a causa de la bolcada de la diligència en la qual viatjava.
Es donà a conèixer com a cantant en els concerts del teatre Feydeau, i poc temps després com a violinista, aconseguint èxits clamorosos en els concerts de l'Òpera. Després passa a Itàlia i d'allà a Anglaterra, fent-se aplaudir amb entusiasme. Va romandre sis anys a Sant Petersburg com a primer violí de l'emperador. El 1812 lluità dignament a Milà amb Paganini, i el 1815 retornà a París, sent nomenat primer violí de la música de cambra de Lluís XVIII. A la capital francesa tingué alumnes del seu instrument com la neerlandesa Hermina Maria Dijk.
El 1831 feu una gira per Alemanya acompanyat pel cèlebre pianista Henri Herz, el 1833 visità el Regne dels Països Baixos, i el 1839 tornà a Alemanya, també amb Herz, morint en el camí a conseqüència de bolcar la diligència en què anava. Deixà concerts, fantasies, duos, romances i dues òperes còmiques, La rivalité villageoise (1801), i Lermitage.